# Морозов, Пётр Андреевич
Пётр Андре́евич Моро́зов (20 марта 1924, Тула — 19 мая 1981) — разведчик отдельной роты разведки 83-й морской стрелковой бригады 46-й армии 3-го Украинского фронта, рядовой. Герой Советского Союза.

## Биография
Родился 20 марта 1924 года в городе Туле в семье рабочего. Русский. Окончил 7 классов. Работал трактористом в совхозе Апостоловского района Днепропетровской области Украины.
В Красной Армии с 1940 года. На фронте в Великую Отечественную войну с сентября 1941 года.
Разведчик отдельной роты разведки 83-й морской стрелковой бригады комсомолец краснофлотец Пётр Морозов при форсировании Днестровского лимана 21 августа 1944 года одним из первых высадился на вражеский берег и, ворвавшись в траншеи, гранатой уничтожил огневую точку с расчётом противника.
На следующий день, 22 августа 1944 года, в бою за село Байрамча, ныне Николаевка-Новороссийская Саратского района Одесской области Украины, отважный морской пехотинец с группой разведчиков захватил 4 автомашины и взял в плен 11 гитлеровцев.
Указом Президиума Верховного Совета СССР от 24 марта 1945 года за образцовое выполнение боевых заданий командования на фронте борьбы с немецко-фашистскими захватчиками и проявленные при этом отвагу и геройство краснофлотцу Морозову Петру Андреевичу присвоено звание Героя Советского Союза с вручением ордена Ленина и медали «Золотая Звезда».
После войны мичман Морозов П. А. демобилизован. Скончался 19 мая 1981 года. Похоронен в Одессе на Таировском кладбище.
Награждён орденом Ленина, орденами Красной Звезды (20.03.1944), Славы 3-й степени (16.06.1944), медалями.